# Antonio Molinari

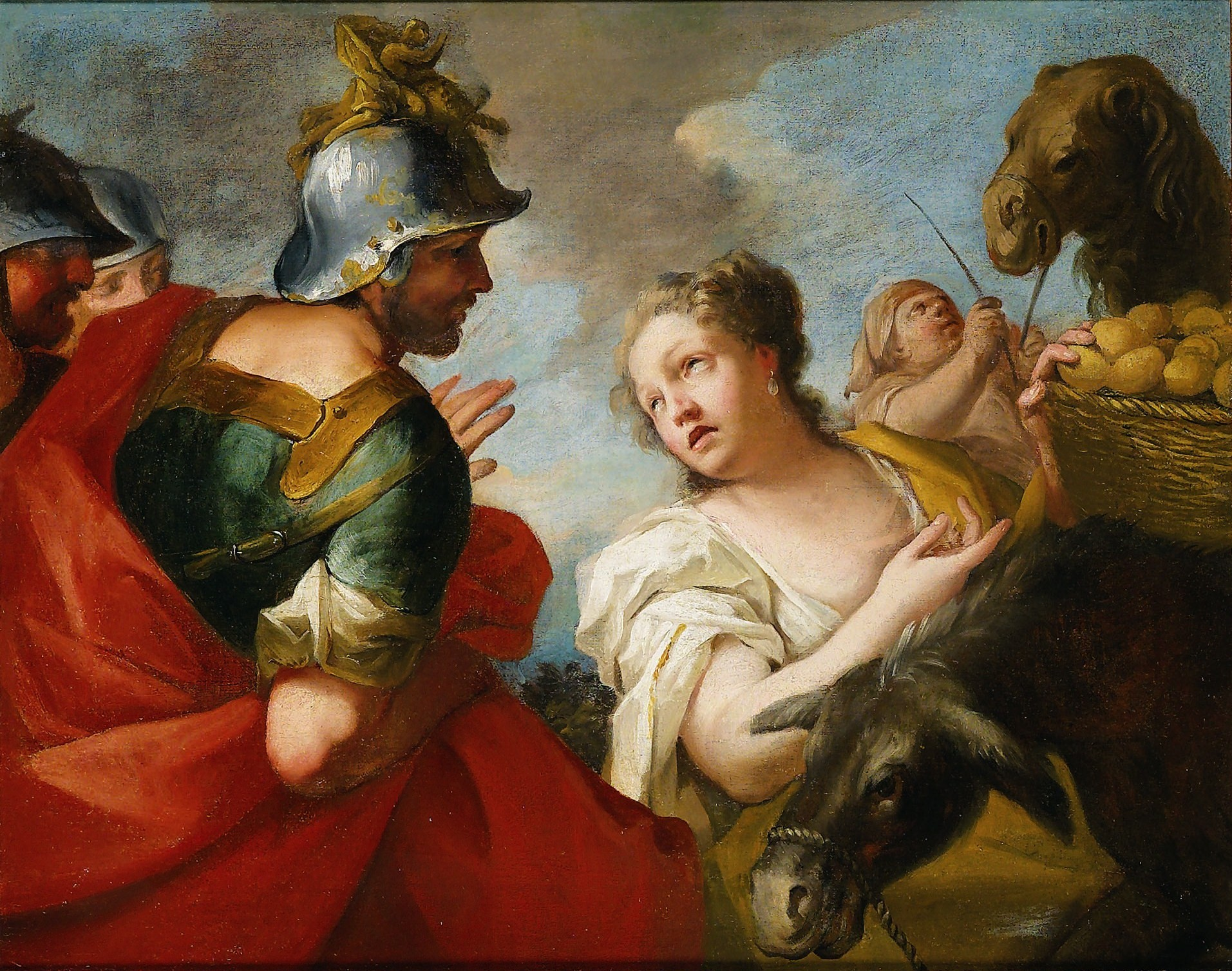
Dawid i Abigail

Antonio Molinari (ur. 21 stycznia 1655 w Wenecji; zm. 3 lutego 1704 tamże) – malarz i grafik wenecki okresu baroku.
Uczył się malarstwa u swojego ojca, Giovanniego Battisty Molinariego oraz u Antonia Zanchiego (1631-1722). Pozostawał pod wpływem ekspresyjnego malarstwa szkoły neapolitańskiej, szczególnie Luki Giordana. Malował głównie obrazy wielkiego formatu o tematyce biblijnej oraz sceny z czasów antyku na zamówienie patrycjatu weneckiego.
Do uczniów Antonio Molinariego należał Giovanni Battista Piazzetta.